# 会津田岛站
會津田島站（日语：／ Aizu-tajima eki */?）是一個位於福島縣南會津郡南會津町田島字西番場甲，屬於會津鐵道會津線的鐵路車站。以此站為邊界，往會津高原尾瀨口方向為電氣化路段，往西若松方向為非電氣化路段。

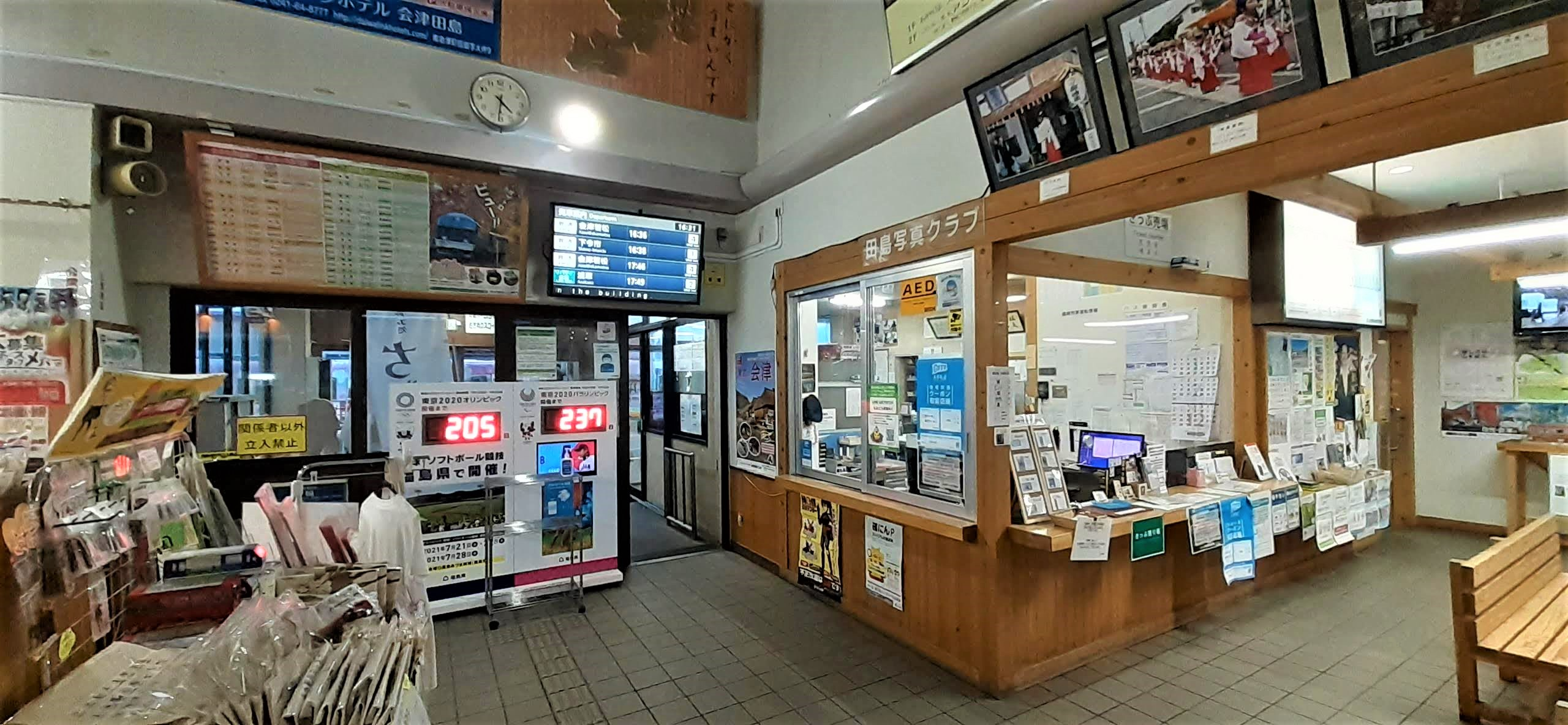
車站內部（2020年12月）

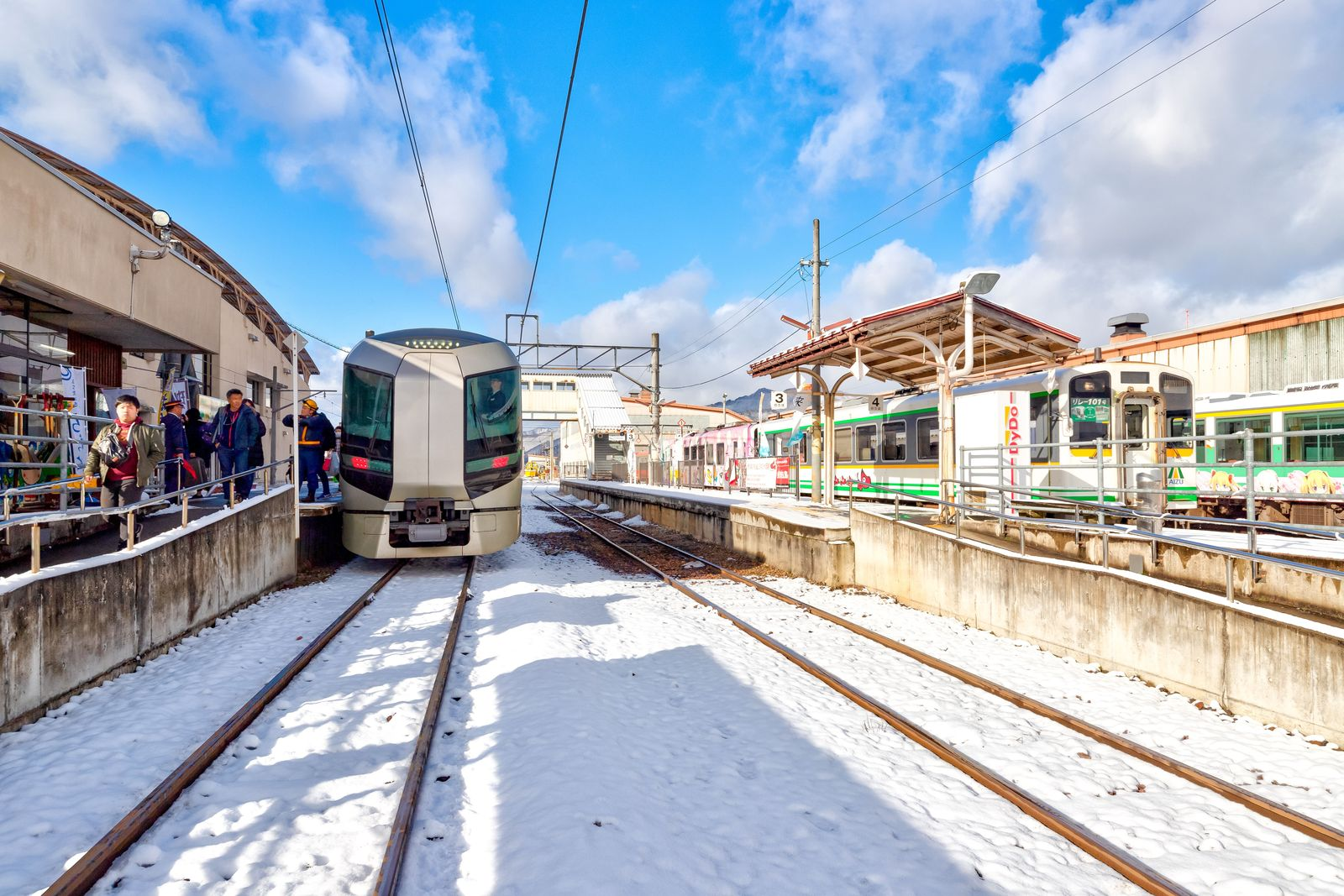
月台（2019年12月）

## 車站結構
島式月台2面4線的地面車站的直營站。

## 相鄰車站
會津鐵道
■會津線
快速會津山岳特快（會津田島以北快速運行列車）
會津下鄉－會津田島－會津高原尾瀨口
快速會津山岳特快（會津田島以北各站停車的列車）
田島高校前－會津田島－會津高原尾瀨口
普通（包括東武伊勢崎線直通的快速、區間快速）
田島高校前－會津田島－中荒井